# Lofiiforme

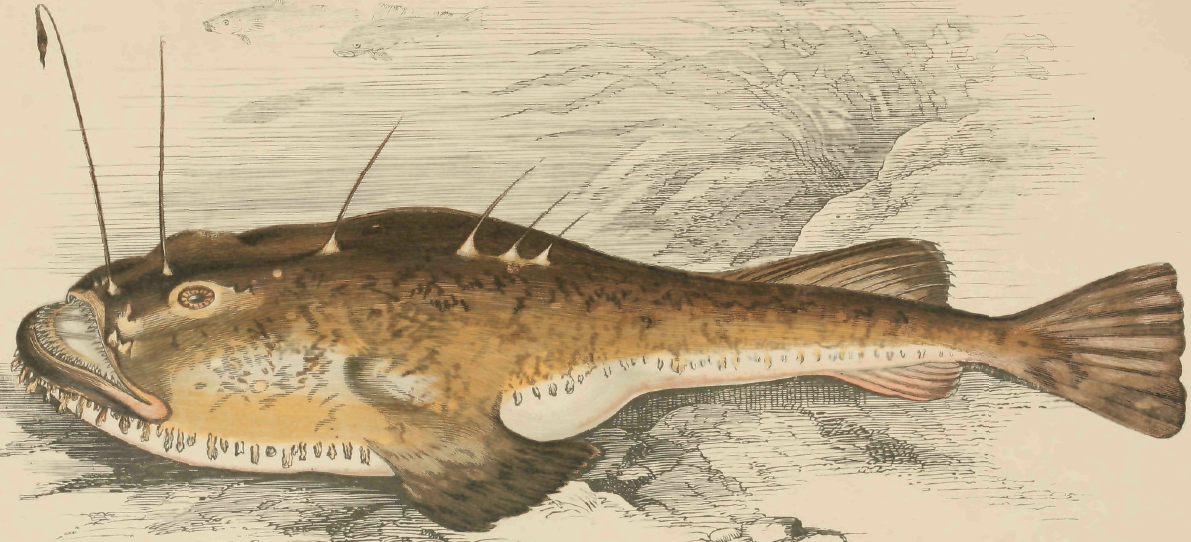
Dracul de mare sau peștele pescar (Lophius piscatorius)

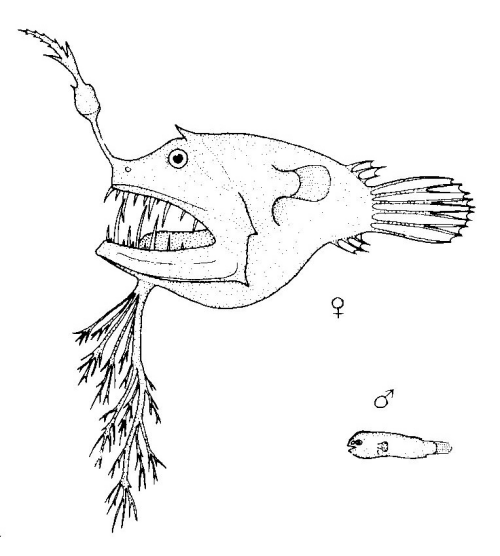
Linofrina arboriferă (Linophryne arborifera)

Lofiiformele (Lophiiformes) (numele derivă din cuvântul grec lophia = coamă + cuvântul latin formes = formă) numiți în trecut și pești pediculați (Pediculati), cunoscuți sub denumirea populară de pești pescari, este un ordin de pești marini răpitori teleosteeni răspândiți în apele marine din regiunea tropicală, subtropicală și temperată, unde trăiesc în zona litorală, printre recifele de corali, cunoscându-se însă și forme batipelagice. Acest ordin cuprinde pești cu un aspect foarte curios. Au corpul golaș sau acoperit cu tuberculi osoși, spini sau cu plăci osoase; adesea pe corp se află diverse și numeroase prelungiri tegumentare. Capul lor este turtit dorso-ventral și foarte mare în comparație cu restul corpului. Forma corpului este foarte variabilă la diferite specii. O specie, de-a dreptul uimitoare, este Linophryne arborifera, care are pe bărbie un tentacul extrem de ramificat, ca un arbore (de unde i se trage și numele științific), iar tentaculul  superior  prezintă  o  îngroșare intermediară. Înotătoarele pectorale sunt alungite, de regulă îndoite în cot și au aspect de picioare; ele pot fi îndreptate în toate direcțiile ca și picioarele tetrapodelor, cu ajutorul lor acești pești se pot mișca pe fundul mării; de la aceste înotătoare se trage numele de pești pediculați; razele osoase ale acestor înotătoare sunt alungite, puternice și reduse la trei sau la două și sunt separate de centura scapulară printr-un ligament. Înotătoarele ventrale, atunci când există, sunt plasate în poziție jugulară (pe gât), înaintea celor pectorale și sunt formate dintr-un spin și 4-5 radii moi. Înotătoarea dorsală s-a alungit până pe cap și radiile sale anterioare stau izolat și sunt transformate de obicei în tentacule. Prima radie din înotătoarea dorsală se află în apropiere de falca superioară și este transformată într-o momeală, numită iliciu (illicium), care are uneori în vârful său o umflătură, numită nadă (esca), care servește ca momeală pentru atragerea prăzii; de la aceste nadă se trage numele de pești pescari. Acești pești stau nemișcați pe fundul apei, sprijinindu-se pe înotătoarele pectorale și având îndreptată în sus gura lor enormă, gata să înșface prada ce se apropie de momeala lor. Unele specii aparținând acestui ordin se pot umfla ca și tetrodontidele umplându-și stomacul cu aer sau cu apă. Orificiul branhial este situat în urma înotătoarele pectorale. Lofiiformele sunt pești fizocliști și nu au coaste. În forme fosile sunt cunoscute din straturile mărilor eocenului inferior. Ordinul lofiiforme cuprinde 18 familii cu aproximativ 72 de genuri și 358 specii. În Marea Neagră trăiesc 2 specii din familia lofiide (Lophiidae): dracul de mare sau peștele pescar (Lophius piscatorius) și peștele pescar sud-european (Lophius budegassa), pe litoralul românesc al Mării Negre aceste 2 specii nu au fost semnalate.

## Sistematica
- Subordinul Lophioidei

- Familia Lophiidae

- Subordinul Antennarioidei

- Familia Antennariidae
- Familia Tetrabrachiidae
- Familia Lophichthyidae
- Familia Brachionichthyidae

- Subordinul Chaunacoidei

- Familia Chaunacidae

- Subordinul Ogcocephaloidei

- Familia Ogcocephalidae

- Subordinul Ceratioidei

- Familia Caulophrynidae
- Familia Neoceratiidae
- Familia Melanocetidae
- Familia Himantolophidae
- Familia Diceratiidae
- Familia Oneirodidae
- Familia Thaumatichthyidae
- Familia Centrophrynidae
- Familia Ceratiidae
- Familia Gigantactinidae
- Familia Linophrynidae

## Video
- Dracul de mare (Lophius piscatorius). ARKive Arhivat în 27 iulie 2017, la Wayback Machine.
- Dracul de mare (Lophius piscatorius) folosind nadă (esca) pentru a prinde un peștișor. ARKive Arhivat în 17 aprilie 2017, la Wayback Machine.
- Hairy angler (Caulophryne polynema). ARKive Arhivat în 28 martie 2017, la Wayback Machine.
- Spotted handfish (Brachionichthys hirsutus). ARKive Arhivat în 12 iunie 2010, la Wayback Machine.
- Creature Feature: The Deep Sea Anglerfish. YouTube